# Mariene ecoregio Zuidelijke Orkneyeilanden
De Mariene ecoregio Zuidelijke Orkneyeilanden (221) (Engels: South Orkney Islands marine ecoregion) is een biogeografische regio en ligt in de overgang van de Zuid-Atlantische Oceaan naar de Zuidelijke Oceaan in de Mariene provincie Scotiazee (60) in het Marien rijk Zuidelijke Oceaan. De mariene ecoregio is vastgesteld door het World Wide Fund for Nature en The Nature Conservancy en is vernoemd naar de Zuidelijke Orkneyeilanden.
Het gebied grenst niet aan andere mariene ecoregio's.

## Geografie
De mariene ecoregio ligt in de overgang van de Zuid-Atlantische Oceaan naar de Zuidelijke Oceaan rond de Zuidelijke Orkneyeilanden ten noordoosten van het Antarctisch Schiereiland. Het gebied ligt aan de zuidrand van de Scotiazee en strekt zich uit van de wateren rond het Laurie-eiland in het oosten tot de Inaccessible-eilanden in het westen.
Door het gebied stroomt de westenwinddrift.

## Biogeografie
Het gebied kent zeeleven dat houdt van arctische temperaturen.